# Cratere Hagecius
Hagecius è un cratere lunare di 79,55 km, situato nella parte sud-orientale della faccia visibile della Luna.
Il cratere è dedicato all'astronomo cecoslovacco Tadeáš Hájek.

## Crateri correlati
Alcuni crateri minori situati in prossimità di Hagecius sono convenzionalmente identificati, sulle mappe lunari, attraverso una lettera associata al nome.
| Hagecius | Coordinate            | Diametro (in km) |
| -------- | --------------------- | ---------------- |
| A        | 58°15′36″S 47°06′00″E | 54,33            |
| B        | 60°28′48″S 49°01′48″E | 32,42            |
| C        | 60°46′48″S 47°25′48″E | 23,15            |
| D        | 57°19′12″S 47°03′36″E | 16,32            |
| E        | 63°30′S 49°39′E       | 42,98            |
| F        | 62°22′48″S 44°55′12″E | 32,32            |
| G        | 61°51′36″S 47°36′00″E | 30,56            |
| H        | 60°28′48″S 50°51′36″E | 12,8             |
| J        | 62°41′24″S 57°45′00″E | 13,6             |
| K        | 61°15′36″S 52°04′48″E | 31,36            |
| L        | 61°42′00″S 55°55′48″E | 8,11             |
| M        | 60°10′48″S 52°10′48″E | 10,5             |
| N        | 60°19′48″S 53°03′00″E | 15,82            |
| P        | 59°54′36″S 53°19′48″E | 7,84             |
| Q        | 59°17′24″S 53°05′24″E | 18,52            |
| R        | 58°48′36″S 52°50′24″E | 13,98            |
| S        | 59°04′48″S 54°52′12″E | 10,22            |
| T        | 60°39′00″S 57°43′48″E | 16,61            |
| V        | 62°03′36″S 58°38′24″E | 13,9             |